# Mordellistena caledonica
Mordellistena caledonica là một loài bọ cánh cứng trong họ Mordellidae. Loài này được Fauv miêu tả khoa học năm 1905.